# Hard Times - Tempi duri per RJ Berger
Hard Times - Tempi duri per RJ Berger (The Hard Times of RJ Berger) è una serie televisiva statunitense, creata da David Katzenberg e Seth Grahame-Smith per MTV.
La serie ha debuttato sul network MTV il 6 giugno 2010. Il primo episodio è stato trasmesso con divieto ai minori di 14 anni ed è stato visto da oltre due milioni di telespettatori. La serie viene trasmessa in Italia su MTV dall'8 settembre 2010.
La serie è stata confermata per una seconda stagione. Il 12 agosto 2011 MTV ha annunciato la cancellazione della serie.

## Trama
La serie racconta le vicende tragicomiche dell'adolescente nerd RJ Berger, il cui fisico minuto e l'aspetto da "sfigato" non lo rendono di certo il più popolare della scuola. RJ trascorre le sue giornate con il migliore amico, il sessuomane Miles Jenner, vivendo segretamente la sua passione per la capo cheerleader Jenny Swanson e subendo quotidianamente i pestaggi dei bulli della scuola, in particolare del suo fidanzato Max. Ma la sua vita cambia radicalmente quando involontariamente tutta la scuola scopre il suo dono, ovvero le misure considerevoli del suo pene. Tra avventure, a volte divertenti e a volte drammatiche, la serie segue le vicende di RJ, dall'essere un timido ed imbranato ragazzo fino al diventare un giovane ometto.

## Episodi
| Stagione         | Episodi | Prima TV USA | Prima TV Italia |
| ---------------- | ------- | ------------ | --------------- |
| Prima stagione   | 12      | 2010         | 2010            |
| Seconda stagione | 12      | 2011         | 2011            |

## Personaggi e interpreti
- Richard "RJ" Berger, interpretato da Paul Iacono: è il protagonista della serie, un nerd quindicenne superdotato. Nella prima stagione si fidanzerà con l'amore della sua vita Jenny Swanson per poi lasciarsi nella seconda stagione per non averle detto di aver perso la sua verginità con Lily. In seguito si innamorerà veramente di Amy, che all'inizio era il suo tutor, dichiarandole i suoi veri sentimenti.
- Miles Jenner, interpretato da Jareb Dauplaise: è il migliore amico di RJ ed è obeso. Perderà la verginità con una professoressa che ama i ragazzi ciccioni, per poi scoprire che quest'ultima gli aveva attaccato le piattole.
- Lily Miran, interpretata da Kara Taitz: è una stravagante ragazza ninfomane, dall'eccentrico abbigliamento emo, che nutre dei sentimenti lussuriosi per RJ. Nell'ultimo episodio della prima stagione viene investita dal pullman della scuola. Nonostante ciò è riuscita finalmente a farlo con RJ e alla fine della seconda stagione si scoprirà di essere incinta, e il padre è R.J
- Jenny Swanson, interpretata da Amber Lancaster: è la bella e popolare cheerleader della scuola, per cui RJ ha da sempre una cotta. Nella prima stagione sarà fidanzata con R.J, nella seconda si lasceranno, ma resteranno amici.
- Max Owens, interpretato da Jayson Blair: è un bullo arrogante che vessa continuamente RJ. È il fidanzato di Jenny. Alla fine della prima stagione verrà lasciato da Jenny e si metterà con Robin fino a che non scoprirà che lei sta con lui solo per essere popolare. Si scoprirà anche che Max è gay e che di nascosto sta con un suo compagno, Guillermo.
- Rick Berger, interpretato da Larry Poindexter: è il padre di R.J. Nella seconda stagione divorzierà da Suzanne e vivrà in un Motel per prostitute, per poi ritornare con la moglie alla fine della seconda stagione.
- Suzanne Berger, interpretata da Beth Littleford: è la madre di R.J. Nella seconda stagione, lasciatasi con Rick, frequenterà il Consulente scolastico di R.J, Jeriba, e sul punto di sposarlo interverrà Rick. I due ritorneranno insieme.
- Jeriba Sinclair, interpretato da Marlon Young: è l'allenatore di basket e insegnante di ginnastica della Pinkerton High. Nella seconda stagione frequenterà la madre di R.J., le chiederà di diventare sua moglie ma lei preferirà tornare con il marito.
- Claire Sengupta, interpretata da Noureen DeWulf: è un'adolescente di origine indiana, che per breve tempo diventa il nuovo interesse amoroso di R.J.
- Amy, interpretato da Caitlin Crosby: personaggio introdotto nell'episodio 2x05 inizialmente la tutor di matematica di RJ, assegnatagli a causa del drastico peggioramento dei suoi voti, diventa presto la nuova sua nuova ragazza che gli si concederà il giorno del suo 16º compleanno nell'episodio 2x10.

## Personaggi e interpreti ricorrenti
- Beth Littleford e Larry Poindexter (ricorrenti nella Stagione 1, principali nella Stagione 2): come Suzanne e Richard Berger. I genitori di RJ. Non riescono a raggiungere il livello del figlio e talvolta lo mettono in imbarazzo anche quando cercano di farlo sentire meglio. Vengono anche ritratti come sessualmente avventurosi. Alla fine della première della seconda stagione, rivelano ad RJ che stanno per divorziare. Suzanne inizia una relazione con Jeriba Sinclair fino a quando Rick non si fa vivo e la corteggia con la poesia che ha scritto la prima volta che hanno fatto sesso. Rick e Suzanne si riconciliano alla fine della seconda stagione, ma non è chiaro se torneranno insieme.
- Crystal Reed: Renee (ricorrente nella Stagione 1). È sexy, bella e stupida ed è una delle ragazze più importanti del college. Flirtava con Miles quando aveva bisogno di lui per insegnarle come comportarsi per ottenere il ruolo principale in un'opera teatrale. È apparsa in 2 episodi nelle prime stagioni.
- Marlon Young (ricorrente nella Stagione 1, principale nella Stagione 2): Jeriba Sinclair, allenatore di pallacanestro e insegnante di ginnastica di Pinkerton High; è anche consigliere di orientamento di RJ, anche se è molto sarcastico e insofferente e dà ad RJ un consiglio discutibile. Nella première della seconda stagione, inizia a frequentare Suzanne dopo che lei e Rick si sono separati, con grande disgusto di RJ. Tuttavia, dopo aver dato appuntamento a Suzanne, si rivela molto più gentile con RJ. Jeriba alla fine chiede a Suzanne di sposarlo ma lei lo lascia per tornare insieme a Rick. Successivamente, riprende il bullismo su RJ.
- Ciena Rae: Robin Pretnar, la migliore amica di Jenny e collega cheerleader. È l'oggetto d'amore di Miles, con suo grande disgusto. Dopo che lui fa circolare la voce di averle motorizzato il seno, lei lo picchia. Nella seconda stagione diventa la fidanzata di Max, affermando la sua popolarità tanto da raggiungere lo status di Reginetta della scuola. È crudele, snob e prepotente nei confronti delle altre cheerleader tranne Jenny. Max rompe con lei quando sente per caso che lo chiama "stupido".
- Caitlin Crosby: nel ruolo di Amy, insegnante di matematica di RJ, introdotta verso la metà della stagione 2. Ha un'aria "geek-chic" ed è rilassata e con i piedi per terra. A RJ viene assegnato il compito di averla come tutor quando i suoi voti scendono e la chimica tra i due si sviluppa. RJ le chiede di andare insieme ad un concerto di Weezer e si baciano. Alla fine fanno sesso, ma Amy diventa gelosa quando scopre che RJ e Jenny concorrono insieme per i ruoli del signor e la signora Pinkerton. Tuttavia, perdona RJ quando lui le dichiara il suo amore.
- De'Vaughn Nixon: nei panni di Hamilton, uno studente "teppista". Appare per la prima volta nella prima stagione come personaggio singolo, diventando ricorrente nella stagione 2 quando inizia ad uscire con Lily, dopo essersi incontrati alla terapia scolastica. È estremamente intelligente (con un QI di 170) ed è davvero molto carino.
- Adam Cagley: è Kevin Stern, un nerd in sovrappeso e indolente, amico di RJ e Miles, anche se nessuno dei due può sopportarlo. Usa una sedia meccanica per spostarsi. È anche membro del Club: Model United Nations. Quando RJ e Miles litigano, diventa temporaneamente il nuovo migliore amico di Miles. Nella première della seconda stagione (in cui era morto quando il suo scooter si era schiantato accidentalmente in una vetrina di un negozio di donuts) viene rivelato ad RJ che è stato adottato da una coppia di neri al suo funerale.

## Personaggi secondari e Guest Stars
- Lori Alan: Linda Robbins
- Kristopher Higgins: Mario
- Justin Cone: Guillermo
- Salar Ghajar: Trent
- Jim Hanna: Bill Robbin
- JC Gonzalez: Ballerino con coltello
- John Colton: Mister Levy
- Albert Kuo: Ragazzo asiatico

## Critica
La serie tv fu stroncata sia dalla critica Statunitense che da quella italiana, ed il calo di popolarità causato dalle innumerevoli critiche e recensioni negative portò alla cancellazione della serie tv dopo appena due stagioni, sebbene i creatori avessero già iniziato a scrivere la sceneggiatura di una terza e di una quarta stagione. Su MTV Italia alcuni episodi della Prima Stagione furono riadattati per la fascia oraria: alcune scene eliminate sono inedite in Italia.